# 綦江
綦江又称綦河，是中国长江上游右岸支流，流經重慶市南方轄縣如綦江區等。河长217千米，流域面积6902平方千米，多年平均流量126立方米每秒。自然落差1190米。水能理论蕴藏量14万千瓦。

## 2020年中國南方水災
2020年中國南方水災期間，在6月22日，綦江重慶段在8小时内洪水涨幅10米，超歷史水位，被中國水利部在新聞通氣會裡重點提到。
具體災情方面，6月22日重慶綦江區文龙街道菜坝社区淹至居民楼二层，江邊路灯僅餘灯泡露出水面，南州小学的水位达操场篮球網。6月22日20時，贾嗣镇「綦江五岔水文站」錄得水位205.85公尺，超过保证水位（200.51公尺）5.34公尺，1940年建站以来的最高水位，亦比1998年中國水災的205.55公尺為高。